# Dessameno
Dessameno  (in greco antico: Δεξαμενός?, Dexamenós, "accogliente") è un personaggio della mitologia greca. Fu re di Oleno, in Etolia

## Genealogia
Figlio di Zeus e della danaide Anasitea, o del precedente re Eceo, fu padre di Mnesimache, Ippolita e le gemelle Teronice e Terefone.

## Mitologia
Accolse Eracle quando fu cacciato da Augia e si mostrò molto cortese con l'ospite promettendogli anche la mano di sua figlia Mnesimache. 

Poi il semidio partì per le sue avventure ed in seguito il centauro Eurizione si recò da Dessameno e lo obbligò a consegnargli la figlia, che divenne la sua fidanzata. Al ritorno Eracle uccise il centauro e prese la ragazza in moglie come promesso.
In un'altra versione, fu Azano a chiedere a Dessameno la mano di Ippolita e al matrimonio il centauro Euritione si comportò invadentemente e fu ucciso da Eracle. 
Le figlie Teronice e Terefone furono date in moglie ai Molionidi.